# Epistrophe bashanensis
Epistrophe bashanensis är en tvåvingeart som beskrevs av Huo, Ren och Zheng 2007. Epistrophe bashanensis ingår i släktet brynblomflugor, och familjen blomflugor.
Artens utbredningsområde är Sichuan (Kina). Inga underarter finns listade i Catalogue of Life.